# Gabriel Sargissian
Gabriel Sargissian (en armeni: Գաբրիել Սարգսյան), també transcrit com a Sarkissian o Sarkissyan, nascut el 3 de setembre de 1983, és un jugador d'escacs armeni, que té el títol de Gran Mestre des de 2002. Ha estat dos cops Campió d'Armènia, i ha estat al llarg de la dècada del 2000 un dels millors jugadors del país.
A la llista d'Elo de la FIDE del desembre de 2021, hi tenia un Elo de 2681 punts, cosa que en feia el jugador número 1 (en actiu) d'Armènia, i el 54è millor jugador del rànquing mundial. El seu màxim Elo va ser de 2702 punts, a la llista del desembre de 2015 (posició 43 al rànquing mundial).

## Resultats destacats en competició
Sargissian va guanyar el Campionat del món Sub-14 el 1996 a Cala Galdana, i el Campionat d'Europa Sub-16 el 1998. Va guanyar el Campionat d'Armènia l'any 2000, i va repetir triomf el 2003.
El 2006 guanyà l'torneig obert de Reykjavík i el 8è Obert de Dubai (on hi empatà als llocs 1r-3r amb Serhí Fedortxuk i Tigran L. Petrossian. El mateix any, formà part de l'equip armeni que va guanyar la medalla d'or a la XXXVII Olimpíada d'escacs, a Torí (conjuntament amb Levon Aronian, Vladímir Akopian, Karèn Asrian, Sembat Lputian, i Artaixès Minassian).
El gener de 2007 fou 2n al grup B del Torneig d'escacs Corus, amb 8 punts de 13 possibles, rere el campió Pàvel Eliànov i per davant de Bu Xiangzhi (3r), Dmitri Iakovenko (4t), Maxime Vachier-Lagrave (5è), i fins a 14 jugadors. El maig del mateix any, va guanyar el I Festival Ruy Lopez de Zafra, on hi va fer una increïble performance de 3021 punts, amb una puntuació de 6½/7, un punt i mig per sobre del segon, Julio Granda, i de la resta de jugadors participants, entre els quals hi havia els jugadors d'elit Ponomariov, Sasikiran, o I. Sokolov.
El novembre de 2008, l'equip armeni va guanyar novament l'olimpíada d'escacs, i en Sargissian s'adjudicà la medalla d'or individual al tercer escaquer, i la millor performance Elo de tots els participants (2869).
El desembre de 2009, va obtenir el títol de "Mestre Honorífic de l'Esport de la República d'Armènia". El 2010, empatà als llocs 1r-6è amb Iuri Krivorutxko, Mircea Pârligras, Serguei Vólkov, Bela Khotenashvili i Vladislav Borovikov al 2n Torneig Internacional de Rethymno. El juny de 2010, va participar en el "IV Masters Ruy Lopez", un Categoria XIV disputat a Villafranca de los Barros, i hi acabà quart (el campió fou Ivan Txeparínov).

### Participació en olimpíades d'escacs
Sargissian ha participat, representant Armènia, en cinc Olimpíades d'escacs entre els anys 2000 i 2008 (amb un total de 31½ punts de 45 partides, un 70,0%). A l'edició de 2000 hi participà com a MI, i a partir de 2002 com a GM. Hi ha guanyat un total de sis medalles, quatre per equips, i dues d'individuals
| Any  | Olimpíada         | Ciutat   | Elo propi | Tauler     | Partides | Guanyades | Taules | Perdudes | %     | Posició indiv. | Posició equip     |
| ---- | ----------------- | -------- | --------- | ---------- | -------- | --------- | ------ | -------- | ----- | -------------- | ----------------- |
| 2000 | XXXIV Olimpíada   | Istanbul | 2474      | 2n suplent | 3        | 1         | 1      | 1        | 50,0% |                | 17                |
| 2002 | XXXV Olimpíada    | Bled     | 2568      | 4t         | 10       | 3         | 5      | 2        | 55,0% | 42             | Medalla de bronze |
| 2004 | XXXVI Olimpíada   | Calvià   | 2611      | 1r suplent | 8        | 4         | 3      | 1        | 68,8% | 12             | Medalla de bronze |
| 2006 | XXXVII Olimpíada  | Torí     | 2612      | 1r suplent | 13       | 7         | 6      | 0        | 76,9% | 11             | Medalla d'or      |
| 2008 | XXXVIII Olimpíada | Dresden  | 2642      | 3r         | 11       | 7         | 4      | 0        | 81,8% | +              | Medalla d'or      |

## Partides notables
- Gabriel Sargissian vs Etienne Bacrot, Campionat del món Sub-14, 1996, Defensa Moderna: Dos Cavalls, Variant Suttles (B06), 1-0
- Gabriel Sargissian vs Melikset Khachian, Zonal de Panormo 1998, Defensa Gruenfeld: Variant del canvi, Atac Nadanian (D85) 1-0
- Igor Kurnosov vs Gabriel Sargissian, 6è Campionat d'Europa Individual 2005, obertura italiana: gambit Evans, atac Tartakower (C52) 0-1
- Gabriel Sargissian vs Marko Tratar, Campionat d'Europa per equips 2007, defensa índia de rei: variant del fianchetto, Defensa Benjamin (E60), 1-0
- Ian Nepomniachtchi vs Gabriel Sargissian, 6è Festival Aeroflot 2007, obertura central: atac Paulsen (C22), 0-1
- Martin Neubauer vs Gabriel Sargissian, Campionat d'Europa per equips 2007, :Obertura Ruy López, Defensa berlinesa, gambit Rio acceptat (C67), 0-1
- Gabriel Sargissian vs Alexander Grischuk, 2008 Ol. 2008, defensa índia de dama: fianchetto, variant Nimzowitsch (E15), 1-0